# Plenița
Plenița ist eine Gemeinde im Kreis Dolj in der Region Kleine Walachei in Rumänien. Der Ort mit etwa 4000 Einwohnern besteht aus den Dörfern Plenița und Castrele Traiane.

## Lage
Die Gemeinde liegt 60 Kilometer südöstlich von Craiova, 16 km von der Donau entfernt und grenzt an den Kreis Mehedinți.

## Persönlichkeiten
- Nicolae Ciucă (* 1967), Außenminister